# NGC 3423
NGC 3423 este o galaxie activă situată în constelația Sextantul. A fost descoperită în 23 februarie 1784 de către William Herschel. Se află la o distanță de 17,75 megaparseci de Pământ.